# Jean Aicard
Jean Aicard (14. února 1848 Toulon – 13. května 1921 Paříž) byl francouzský spisovatel, básník a dramatik.
Roku 1909 se stal členem Francouzské akademie. Jeho písemná pozůstalost je uložena v toulonském archivu.

## Dílo

### Poezie
- Les Rebellions et les apaisements, 1871
- Les Poèmes de Provence, 1874
- La Chanson des enfants, 1876
- Miette et Note, 1880
- Le Livre d'heures de l'amour, 1887
- Jésus, 1896

### Romány
- Notre-Dame-d'Amour, 1896
- L'Âme d'un enfant, 1898
- Tatas, 1901
- Benjamine, 1906
- La Vénus de Milo, 1874
- Maurin des Maures, 1908

### Divadelní hry
- Pygmalion, 1878
- Othello ou le More de Venise, 1881
- Le Père Lebonnard, 1889